# Церква новомучеників українського народу (Зборів)
Церква Новомучеників українського народу (давніше костел святої Анни) — храм УГКЦ у м. Зборові (Тернопільська область, Україна). Пам'ятка архітектури XVIII ст. місцевого значення, розташована на початку вул. Б. Хмельницького.

## Відомості
Будівля церкви (колишнього костелу св. Анни) розташована на початку вул. Б. Хмельницького — головної в місті.
Храм як римо-католицький костел зведений у 1748—1755 роках коштом інфляндського стольника Александера Седліського — державця села Плісняни. У 1766 році його як костел святої Анни консекрував (освятив) львівський латинський архиєпископ Вацлав Геронім Сераковський.
Свого часу Пінзель або його співпрацівники та учні виготовили бічні вівтарі для костелу.
У костелі перебувала ікона Матері Божої з Ісусом на лівій руці, яку король Ян III Собеський неодноразово брав із собою в походи.
Під час ІІ світової війни костел зазнав пошкоджень, у 1945 році його закрили більшовики, а згодом — перебудований під склад і пункт прийому склотари.
У 1992 році храм передали греко-католикам. Під час його реконструкції надбудували вежу, а також спорудили дзвіницю.
На початку 1990-х років з благословення єпископа Михаїла Колтуна розпочато реконструкцію та розбудову святині за проєктом архітектора Володимира Водоп’яна. Відповідальність за роботи несли о. вікарій Василь Івасюк та о. Михайло Пошва. Через подальшу реорганізацію Зборівської єпархії будівництво було призупинене.
Нове життя храм отримав у жовтні 2002 року з приходом на парафію о. Олега-Тадея Ноги. Тоді церкві присвоїли назву Блаженних новомучеників українського народу — на честь осіб, беатифікованих Святішим Отцем Іваном Павлом ІІ 27 червня 2001 року під час його візиту до України. Перша Служба Божа у реконструйованому храмі відбулася 25 грудня 2002 року за участю та з благословення владики Михаїла Сабриги.
Інтер’єр церкви прикрашають вироби місцевого коваля Михайла Зарицького. Іконостас — мурований, створений за проєктом о. Тадея і виготовлений руками майстрів зі Зборова. Автором архітектурного проєкту виступив Володимир Водоп’ян.
Храм внесено до реєстру національного культурного надбання Тернопільської області як пам’ятку архітектури місцевого значення (охоронний №1912-М).